# Сун Сяобо
Сун Сяобо (1958) — китайська баскетболістка.
Бронзова призерка Олімпійських Ігор 1984 року.
Переможниця Азійських ігор 1982 року, срібна призерка 1978 року.